# Odonia wrightii
Odonia wrightii là một loài thực vật có hoa trong họ Đậu. Loài này được (A. Gray) Rose mô tả khoa học đầu tiên năm 1906.